# N-甲基马来酰亚胺
N-甲基马来酰亚胺（英語：N-Methylmaleimide，缩写NMM）是一种含氮有机化合物，分子式C5H5NO2，其1H NMR谱共有两个信号。

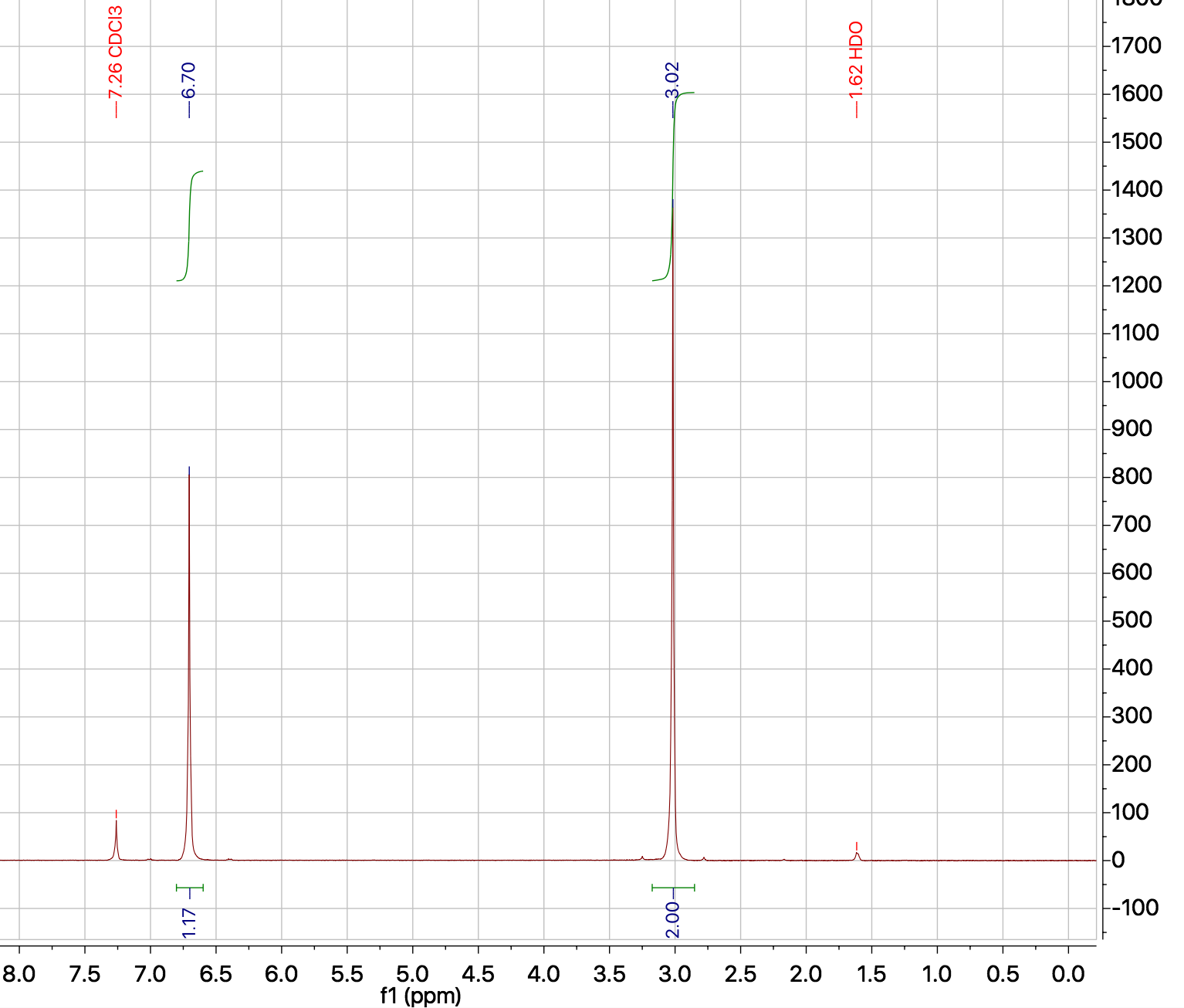
N-甲基马来酰亚胺^{1}H NMR 谱